# Teorema lui van Aubel
Există două teoreme van Aubel:
- una care descrie relația dintre centrele pătratelor construite pe laturile unui patrulater convex, teoremă publicată de Henricus Hubertus van Aubel în 1878.[1]
- una care descrie relația dintre anumite segmente determinate de cevienele concurente într-un triunghi.

## Teorema lui van Aubel referitoare la un patrulater

Tetragonul lui van Aubel

Pe laturile unui patrulater  {\displaystyle ABCD}  se construiesc în exterior pătratele de centre  {\displaystyle P,Q,R,S.} 
Atunci segmentele  {\displaystyle [PR],[QS]}  sunt ortogonale și au aceeași lungime.

### Demonstrație
Există mai multe demonstrații:
- o demonstrație bazată pe utilizarea numerelor complexe și scrierea afixelor punctelor  {\displaystyle A,B,C,D}  și  {\displaystyle P,Q,R,S;}
- o demonstrație bazată pe rotații ale vectorilor;
- o demonstrație bazată pe teorema lui Neuberg și pe faptul că punctele Q și S sunt imaginile punctelor Q și R printr-o rotație de centru situat în mijlocul segmentului [BD] și de unghi drept.

Ca o completare, teorema lui Thébault susține că  {\displaystyle ABCD}  este paralelogram dacă și numai dacă  {\displaystyle PQRS}  este pătrat.

## Teorema lui van Aubel într-un triunghi

Ceviene concurente într-un triunghi

Într-un triunghi  {\displaystyle ABC}  se consideră cevienele  {\displaystyle AA',BB',CC'}  concurente în P, cu  {\displaystyle A'\in BC,\;B'\in CA,\;C'\in AB.} 
Atunci:
{\displaystyle {\frac {PA}{PA'}}={\frac {B'A}{B'C}}+{\frac {C'A}{C'B}}.}

### Demonstrație
Se scriu raporturi de arii:
{\displaystyle {\frac {PA}{PA'}}={\frac {{\mathcal {A}}_{PAB}}{{\mathcal {A}}_{PA'B}}}={\frac {{\mathcal {A}}_{PAC}}{{\mathcal {A}}_{PA'C}}}={\frac {{\mathcal {A}}_{PAB}+{\mathcal {A}}_{PAC}}{{\mathcal {A}}_{PA'B}+{\mathcal {A}}_{PA'C}}}={\frac {{\mathcal {A}}_{PAB}}{{\mathcal {A}}_{PBC}}}+{\frac {{\mathcal {A}}_{PAC}}{{\mathcal {A}}_{PBC}}}}
{\displaystyle {\frac {B'A}{B'C}}={\frac {{\mathcal {A}}_{B'AB}}{{\mathcal {A}}_{B'CB}}}={\frac {{\mathcal {A}}_{B'AP}}{{\mathcal {A}}_{B'CP}}}={\frac {{\mathcal {A}}_{B'AB}-{\mathcal {A}}_{B'AP}}{{\mathcal {A}}_{B'CB}-{\mathcal {A}}_{B'CP}}}={\frac {{\mathcal {A}}_{PAB}}{{\mathcal {A}}_{PBC}}}}
{\displaystyle {\frac {C'A}{C'B}}={\frac {{\mathcal {A}}_{C'AC}}{{\mathcal {A}}_{C'BC}}}={\frac {{\mathcal {A}}_{C'AP}}{{\mathcal {A}}_{C'BP}}}={\frac {{\mathcal {A}}_{C'AC}-{\mathcal {A}}_{C'AP}}{{\mathcal {A}}_{C'BC}-{\mathcal {A}}_{C'BP}}}={\frac {{\mathcal {A}}_{PAC}}{{\mathcal {A}}_{PCB}}}}
O altă demonstrație se bazează pe utilizarea coordonatelor baricentrice:
{\displaystyle {\frac {\overline {PA}}{\overline {PA'}}}=-{\frac {b+c}{a}}\quad {\frac {\overline {B'A}}{\overline {B'C}}}=-{\frac {c}{a}}\quad {\frac {\overline {C'A}}{\overline {C'B}}}=-{\frac {b}{a}},}
ceea ce conduce la egalitatea:
{\displaystyle {\frac {\overline {PA}}{\overline {PA'}}}={\frac {\overline {C'A}}{\overline {C'B}}}+{\frac {\overline {B'A}}{\overline {B'C}}}}